# Виттор, Серхио
Серхио Виттор (исп. Sergio Javier Vittor; 9 июля 1989, Буэнос-Айрес, Аргентина), — аргентинский футболист, полузащитник клуба «Ас-Сайлия».

## Биография
Серхио — воспитанник клуба «Индепендьенте». Побывав в аренде в клубах: словенской «Жилине» и аргентинской «Химнасии» (Ла-Плата) и сыграв за клуб двадцать девять матчей, Виттор отправился в другой аргентинский клуб, в «Химнасия и Эсгрима» (Хухуй). После года в «Химнасии», отправился в «Атлетико Рафаэлу». В 2014 году стал игроком «Банфилда».
С 2016 года стал игроком «Расинга» из Авельянеды. В 2018 году на правах аренды выступал за «Универсидад де Консепсьон», а в 2019 году был отдан в аренду в другой чилийский клуб — «Универсидад де Чили».

## Титулы и достижения
- Вице-чемпион Чили (1): 2018
- Финалист Кубка двухсотлетия независимости Аргентины (1): 2016